# Грегг, Джессика
Джессика Грегг (англ. Jessica Gregg; род. 16 марта 1988 года, Эдмонтон, Альберта, Канада) — канадская шорт-трекистка, серебряный призёр олимпийских игр 2010 года в эстафете, призёр чемпионатов мира по шорт-треку. Окончила Университет Калгари на факультете кинезиологии.

## Биография
Джессика Грегг начала кататься на коньках на своем катке на заднем дворе в Эдмонтоне, когда ей было около четырех лет, а заниматься конькобежным спортом в возрасте 5-ти лет. Она училась в средней школе Росса Шеппарда. Её первой международной гонкой стал юниорский чемпионат мира 2005 года, на котором она сразу выиграла две бронзовые медали, одну на дистанции 500 метров и одну в эстафете. Она также была пятой в общем зачете. В следующем году она смогла защитить бронзовую медаль на 500 м. Также очень успешно выступила на чемпионате Канады среди юниоров в 2006 году, где выиграла две дистанции и в общем зачете. 
В сезоне 2006/07 годов Грегг впервые была выбрана в национальную сборную на Кубок мира в Сагенее, где она поднялась на подиум, заняв третье место в своей первой гонке на 500 м, и заняла третье место в эстафете. На своем втором этапе, в Монреале, добилась своей первой победы в эстафете. Поскольку она участвовала только в пяти из восьми возможных этапов Кубка мира, то заняла только 13-е место в Кубке мира в беге на 500 м.
Она приняла участие в чемпионате Канады 2007 года, где завоевала серебряную медаль на дистанции 500 метров. Сезон 2007/08 начался с дальнейших подиумов на Кубке мира в эстафетах. Грегг финишировала 9-й в общем зачете Кубка мира. В марте 2008 года на чемпионате мира в Канныне выиграла серебро в составе эстафетной команды, а следом на командном чемпионате мира в Харбине завоевала бронзу.
В сезоне 2008/09, осенью на Кубке мира заняла третьи места в эстафете в Нагано, Ванкувере и Солт-Лейк-Сити, где стала также 3-й на дистанции 500 м, а в феврале Грегг выиграла свою первую индивидуальную гонку на 500 м, на этапе в Софии и победила с командой в эстафете. Весной заняла 2-е место в беге на 500 м и в эстафете на чемпионате мира в Вене. Сеэон 2009/10 начала в сентябре с серебряной медали в беге на 500 м, на Кубке мира в Пекине.
В феврале 2010 года Джессика дебютировала на зимних Олимпийских играх в Ванкувере. Она стала серебряным призёром в эстафете 3000м (Джессика Грегг, Калина Роберж, Марианна Сен-Желе, Таня Висент), четвёртой в забеге на 500 м и шестой — на 1000 м.. Через месяц после игр она выиграла серебряные медали в эстафете на чемпионате мира в Софии и чемпионате мира среди команд в Сеуле.
В декабре 2010 года на этапе Кубка мира в Шанхае заняла 2-е место в беге на 500 м, а в феврале 2011 года на этапе кубка в Москве выиграла серебро с командой в эстафетной гонке. В марте она получила сотрясение мозга, когда тяжело упала на борт катка во второй раз в том сезоне. Это помешало ей принять участие в чемпионате мира 2011 года. Она также пропустила весь сезон 2011-12 годов. В сезоне 2012/13 Джессика вернулась в национальную команду.
В сентябре 2012 года на отборе в национальную сборную она завоевала бронзу на дистанции 1000 метров и заняла 5-е место в общем зачёте. В октябре на Кубке мира в Монреале заняла 2-е и 1-е места на дистанции 500 метров. В августе 2013 года заняла 6-е место на отборе в сборную и попала на олимпиаду 2014 года в качестве запасной. На зимних Олимпийских играх в Сочи Грегг так и не выступила в гонках, оставшись запасным игроком.
После участия в Играх в Сочи уроженка Эдмонтона переключилась на конькобежный спорт, где провела один сезон. Она сразу же завоевала три серебряные медали на дистанциях 500 м и 1000 м на чемпионате Канады по одиночным дистанциям 2015 года во время квалификации на чемпионат мира. 4 февраля 2016 года она объявила о своем завершении карьеры.
Она была названа спортсменкой года Канады по конькобежному спорту 2009 года в шорт-треке.

## Семья
Мать Джессики Кэти Фогт занималась конькобежным спортом и была двукратной олимпийской чемпионкой в этом виде спорта, а отец Рэнди Грегг играл в хоккей, в клубе Эдмонтон Ойлерз в 1980-х годах. Брат Джессики, Джейми Грегг — конькобежец, участник олимпиады в Ванкувере, а сестра Сара Грегг была конькобежкой международного класса..